# Pallini (Macedonia Central)
Palini, o Palene, (en griego: Παλλήνη) fue un municipio griego de la periferia de Macedonia Central. 
En el censo de 2011 su población era de 8.781 habitantes.
A raíz de la reforma administrativa del Plan Calícrates en vigor desde enero de 2011, fue suprimido como municipio y fue incorporado en el de Casandra. La ciudad principal es Pefkochori Chanioti.

## Historia
Véase Palene.